# 디아 (위성)

디아(Dia, /ˈdaɪ.ə/)는 목성의 가장 바깥에서 두번째로 순행하는 히말리아군의 불규칙 위성이다. 기존 임시명칭은 S/2000 J 11였으며, 2015년 3월 7일에 목성 LIII이라는 이름이 붙여졌다. 그리스 신화에서 디오네우스의 딸이자 익시온의 아내인 디아의 이름을 따왔다.
지름은 4 km 정도로 추정된다. 목성에서 평균 120만 km 떨어진 곳에서 공전하며, 공전 주기는 274일, 이심률은 0.21, 그리고 목성의 적도 대비 기울기는 28°이다.

## 관측 기록
디아는 2000년도에 스콧. S 셰퍼드가 이끄는 하와이 대학 내 천문학자 단체에 의해 26일간 관측되었다.
추가 관측은 이루어지지 않았으며, 디아는 2000년도 이후 10년 이상 발견되지 않아 일부 천체학자들은 위성이 사라진 것으로 분석하였다. 히말리아 위성과 부딪혀 희미한 목성의 고리로 변했다는 가설이 있었으나, 2010년과 2011년에 다시 관측되었다.